# Ana María Durán
Ana María Durán Calisto (Quito, 1974) es una arquitecta y urbanista ecuatoriana. Durán se ha especializado en analizar, estudiar y reimaginar los urbanismos productos de actividades extractivistas, especialmente en la Amazonia.

## Biografía
En 1995, Durán se graduó como Licenciada en Antropología de la Escuela de Artes Liberales de la Universidad San Francisco de Quito (USFQ) en Quito, Ecuador. Asimismo, estudió en el extranjero en la Universidad de Illinois en Urbana-Champaign, donde se matriculó en clases de antropología con enfoque en las regiones amazónicas y andinas impartidas por profesores como Norman E. Whitten Jr.[cita requerida]
Desde su regreso a Ecuador en 2002, Durán Calisto ha sido profesora en la Facultad de Arquitectura, Arte y Diseño de la Pontificia Universidad Católica del Ecuador. En 2011, Durán Calisto recibió la Beca Loeb de la Escuela de Graduados en Diseño de la Universidad de Harvard para desarrollar la red de investigación South America Project (Proyecto Sudamérica) en estrecha colaboración con el arquitecto Felipe Correa.
Entre 2005 y 2007 fue Secretaria Ejecutiva y curadora de la XV Bienal Panamericana de Arquitectura de Quito: Ciudades Visibles. En 2015 fue contratada por el Ministerio de Desarrollo Urbano y Vivienda de Ecuador como asesora académica en el desarrollo de contenidos nacionales para la Conferencia de la ONU Hábitat III en Quito.
Entre 2013 y 2014, Durán Calisto fue curadora nacional de la IX Bienal Iberoamericana de Arquitectura y Urbanismo, curada por Ginés Garrido. En 2019, la Escuela de Graduados en Diseño de la Universidad de Harvard y Editorial Gustavo Gili publicó Urbanismo Ecológico en América Latina, proyecto en el que colaboró con Mohsen Mostafavi, Gareth Doherty, Marina Correia y Giannina Braschi.

## Publicaciones
- Beyond Petropolis: Designing a Practical Utopia in Nueva Loja (ORO Publishers, 2015), junto a Michael Sorkin y Matthias Altwicker
- Urbanismo Ecológico en América Latina (Editorial GG y Harvard GSD, 2019), con Mohsen Mostafavi, Gareth Doherty, Marina Correia y Luis Valenzuela.
- Cuerpojo Azul (Ediciones de la Línea Imaginaria, 2010).